# Arroyo Juan Fernández
El arroyo Juan Fernández es un curso de agua uruguayo que recorre el departamento de Artigas. Nace en la cuchilla Yacaré Cururú y desemboca por la margen izquierda del arroyo Catalán. Pertenece a la Cuenca del Plata.